# 四肢専用MRI
四肢専用MRI（ししせんようMRI）は小型のMRIである。

## 特徴
通常のMRIは全身撮影であるのに対し、四肢専用MRIの撮像部位は肘・手・膝などの四肢に限定される。シールド室の必用がないモデルもあり（下記C-scan）、省スペースでの運用が可能である。また、総重量も全身用MRIと比べ軽量であるため、建物の構造上MRIが導入できない病院にも設置できる。オープンタイプで、お年寄りや閉所恐怖症の患者への負担が少ない。主に関節リウマチの早期発見や、スポーツ整形などで運用されている。
主な製品として、イタリアのESAOTE社が販売しているC-scan、E-scan、O-scan、およびGEヘルスケア・ジャパン株式会社が販売しているOptima MR430s 1.5Tがある。

### C-scan
撮像部位は肘・手首・手・膝・足首・かかとである。シールド設置の必要がなく、省スペースでの運用が可能である。

### E-scan
撮像部位は肩・肘・手首・手・膝・足首・かかとである。シールディングボックスを室内で組み立て、本体をボックス内へ設置し運用するタイプなので、設置する検査室の壁や天井などのシールド工事の必用がない。

### O-scan
0.31Tの永久磁石を搭載した四肢専用MR。撮像部位は肘・手首・手・膝・足首・かかと・足である。オープン型MRI装置で低電力消費で、シールド工事が必要のない場合がある。
（販売名：Esaote MRイメージング装置O-scan 医療機器認証番号:224AABZX00083000)

### Optima MR430s 1.5T
1.5Tの小型マグネットを搭載した四肢専用MR。撮像部位は肘・手首・手・膝・足首・かかと・足である。
人間工学に基づいて設計されたリクライニングチェアに座り、撮像部位のみを円筒形のマグネットに入れて撮像を行う。コンパクトであるため、省スペースでの導入が可能である。
（販売名:オプティマMR430s 1.5T医療機器認証番号:223ACBZX00003000）